# Wojenny almanach filmowy nr 7
Wojenny almanach filmowy nr 7 (ros. Боевой киносборник № 7, Wojewoj kinosbornik nr 7) – radziecki czarno-biały film wojenny z 1941 roku. Siódmy z serii trzynastu „Wojennych Albumów Filmowych” poświęcony wielkiej wojnie ojczyźnianej. Składa się z sześciu krótkich nowel filmowych, które mówią o walce z faszystowskim najeźdźcą.  
Bohaterem przewodnim tego Almanachu filmowego jest wojak Józef Szwejk (Władimir Kancel) – bohater literacki z okresu I wojny światowej. Dzielny wojak Szwejk przygotowywał się do ataku na samego Hitlera, którego postać przedstawiona była w stylu karykaturalno-satyrycznym.